# GIEL (radioprogramma)
GIEL (ook wel GI:EL, zoals de tijd wordt weergegeven op een digitale klok) is een voormalig Nederlands radioprogramma op NPO 3FM.

## Geschiedenis
Het programma werd vanaf 17 mei 2004 iedere werkdag uitgezonden, tussen 6:00 en 9:00 uur en vanaf medio 2009 werd dit 6:00 tot 10:00 uur. Het werd gepresenteerd door Giel Beelen. De vervanger was tot 2013 vaak Michiel Veenstra, maar vanaf 2014 was het een dj van BNNVARA, dikwijls Timur Perlin en Rámon Verkoeijen. In tegenstelling tot andere radioprogramma's had dit ochtendprogramma geen medepresentatoren.
Fleur Wallenburg was de vaste nieuwslezeres van GIEL. Op 27 maart 2014 nam zij, bij gelegenheid van haar verjaardag, de presentatie van Beelen over. Beelen trad vervolgens op als nieuwslezer. Wallenburg nam op 25 juni 2015 afscheid van het ochtendprogramma om in de middag het nieuws te gaan presenteren. Ze werd vervangen door Rachid Finge en Joeri Stubenitsky.
Op 6 september 2007 ontving het programma de Marconi Award in de categorie Beste programma. Tevens ontving presentator Beelen in dit jaar eenzelfde prijs in de categorie Beste presentator. GIEL was tussen 2006 en 2010 bovendien altijd genomineerd voor de Gouden Radioring, en in 2010 won het programma de prijs uiteindelijk. Vanaf begin april 2009 werd GIEL ook uitgezonden op 101TV.
Vanaf 12 mei 2014 deed Beelen een poging het wereldrecord radiomaken te verbreken. Dit record stond op naam van de Vlaamse radiopresentator Lennart Creël met 190 uur. Beelen deed de recordpoging in verband met het tienjarig jubileum van zijn ochtendprogramma op NPO 3FM. In de ochtend van 20 mei was het record daadwerkelijk verbroken en eindigde hij na 198 uur en 10 seconden met presenteren.
Op vrijdag 11 november 2016 was de allerlaatste uitzending. Hij reed tijdens de uitzending naar een geheime locatie om daar als enige bezoeker naar een live-concert te luisteren van Douwe Bob en de luisteraars te bedanken.
Op 14 juli 2020 maakte de NPO bekend dat Beelen per 5 oktober 2020 overstapt van Radio Veronica naar NPO Radio 2, alwaar hij voor BNNVARA elke werkdag het nachtprogramma GIEL tussen 4:00 en 6:00 uur zal presenteren en met deze overstap na ruim 3 jaar weer terugkeert bij de NPO en BNNVARA. Vanaf 4 oktober 2021 werd het programma van Giel verplaatst naar de avond van 22:00 uur tot middernacht.
Vrijdagavond 23 december 2022 was de laatste uitzending op NPO Radio 2. Beelen stopte om op wereldreis te gaan.
21 Jaar TROS Pop · 3FM BPM: MinistryOfBeats · 3FM Weekend Request · 3voor12Radio · AdreneLine · Altijd de eerste · ...And all that jazz · Andres · Angelique · Angeliques Afternoon · Annemieke Hier · Annemieke Plays · Anoûl · Arbeidsvitaminen · De Avondspits · De avonturen van Mark · Barend · Barend & Benner · Barend en Wijnand · De Bende van Van der Lende · De Boem Boem Disco Show · The Breakfast Club · Claudia d'r op · Club Carter · Curry en Van Inkel · De Dansbar · Dansen met Delsing · Dit is Domien · Domien, Jouw Ochtendshow · ... & dit is Claudia · Ekstra Weekend · Eva · Eva en Giel · Evers staat op · Frank & Eva: Welkom bij de club! · Franks feestje · GIEL · Harm dB · Hein · Herman · Het Betere Werk · Hier! · Jamie · Jan-Paul · Jasper · Joost · Jorien · Kaat tot Laat · Kevin · Lang leve het weekend! · LEX · Lieke · Markplaats · Mark + Rámon · Mega Top 30 · Michiel · Obi · De ochtenddienst · Olivier · De Orde van de Nacht · Parels van de nacht · Partij voor de Vrijdag · (P)laatwerk · RabRadio · Radio op 'n broodje · Rob · Rob & Wijnand en de Ochtendshow · Sanderdome · Sanders Vriendenteam · Saskia en Olivier · Slapen is voor Losers! · Slapen kan altijd nog · De Steen en Been Show · Studio Saskia · Superrradio · Tannaz · Thijs · Timur op 3FM · Vera on Track · Vier Sas! · Vrij · Weekend Wijnand · Wijnand · @Work · Xnoizz
Afslag Thunder Road (NPO Radio 6) · Componist van de week (NPO Radio 4) · De Heer Ontwaakt! (NPO Radio 2) · GIEL (NPO 3FM) · Het Circus Jeroen Bosch (NPO Radio 2) · Over de schutting (NPO Radio 1) · Pianistenuur (NPO Radio 4) · Radio Kassa (NPO Radio 1) · Spijkers met koppen (NPO Radio 2) · Vroege Vogels (NPO Radio 1)